# John Sibthorp
John Sibthorp (Oxford, 28 ottobre 1758 – Bath, 8 febbraio 1796) è stato un botanico britannico.

## Biografia
Nato a Oxford, figlio minore di Humphry Waldo Sibthorp (1713 – 1797), laureatosi presso il Lincoln College di Oxford nel 1777 studiò medicina all'Università di Edimburgo e di Montpellier. Nel 1784 subentra al padre alla cattedra Sherardian di Botanica. Abbandona temporaneamente la carriera professionale per un incarico politico e lascia l'Inghilterra per Gottinga e Vienna in preparazione di un tour di studi botanici in Grecia 1786 e Cipro 1787.
Di ritorno in Inghilterra alla fine dell'anno seguente prese parte alla fondazione della Linnean Society nel 1788 cominciò la pianificazione di un lavoro sulla Flora of Oxfordshire pubblicato nel 1794 come Flora Oxoniensis. Fu eletto membro onorario della Royal Society nel marzo 1788. Compì un secondo viaggio in Grecia contraendo la tubercolosi. Muore sulla strada di ritorno a Bath l'8 febbraio 1796. È seppellito nell'abbazia di Bath. Per volontà testamentaria lasciò in eredità i suoi libri sulla storia naturale e l'agricoltura all'Università di Oxford e fondò anche la cattedra Sibthorpian di Oxford di Economia Rurale successivamente intitolata Sibthorpian Scienza delle Piante. Ha disposto che la sua dotazione doveva essere applicata alla pubblicazione della sua Flora Graeca e Florae Graecae Prodromus limitatamente alla raccolta di circa tremila specie e la fornitura delle bozze per le figure illustrative. Il compito di preparare i lavori è stato realizzato da Sir James Edward Smith che ha pubblicato i due volumi del Prodromus nel 1806 e 1813, di sei volumi della Flora Graeca tra il 1806 e il 1828. Il settimo è stato pubblicato postumo nel 1830 e gli altri tre sono stati prodotti da John Lindley tra il 1833 e il 1840. La prima edizione dell'opera fu limitata a sole trenta copie caratterizzate da 966 tavole a colori, un volume supplementare raffigurante fiori selvatici di Corfù è stata dipinta per Frederick North, 5º conte di Guilford e fondatore della Accademia Ionica, da G. Scola (o Scala), illustratore botanico di talento.

## Opere
- Humphry Waldo Sibthorp, John Sibthorp, Catalogus Plantarum Horti Botanici Oxoniensis.
- John Sibthorp, Flora of Oxfordshire o Flora Oxoniensis, 1788 - 1794.
- Flora Graeca e Florae Graecae Prodromus, postuma 1806 - 1840, Libreria Europea.
- John Sibthorp, Dictionary of national biography, 52: pagine 189 – 190. 1897.
- Library and Archive catalogue. Royal Society. 15 ottobre 2010.
- The Gennadius Library.